# Pristiphora erichsonii
Espèce
Pristiphora erichsonii (la tenthrède du mélèze ou grand némate du mélèze) est une espèce d'insectes hyménoptères de la famille des Tenthredinidae, originaire d'Europe.
La larve (fausse-chenille) de cette tenthrède est un insecte ravageur, défoliateur de mélèzes.